# Champions olympiques de l'Équipe unifiée
Liste des sportifs de l'Équipe unifiée (par sport) médaillés d'or lors des Jeux olympiques d'été 1992 et d'hiver de 1992, à titre individuel ou par équipe.

## Jeux olympiques d'été

### Athlétisme
| Nom                                                                                              | Discipline(s)         | Année(s) |
| Andrey Perlov                                                                                    | 50 km marche (H)      | 1992     |
| Yelena Romanova                                                                                  | 3 000 m (F)           | 1992     |
| Yelena Ruzina Lyudmila Dzhigalova Olga Nazarova Olga Bryzgina Liliya Nurutdinova Marina Shmonina | relais 4 × 400 m (F)  | 1992     |
| Valentina Yegorova                                                                               | Marathon (F)          | 1992     |
| Maksim Tarasov                                                                                   | Saut à la perche (H)  | 1992     |
| Svetlana Krivelyova                                                                              | Lancer du poids (F)   | 1992     |
| Andrey Abduvaliyev                                                                               | Lancer du marteau (H) | 1992     |

### Basket-ball
| Nom | Discipline(s) | Année(s) |
| Elena Zhirko, Elena Baranova, Irina Gerlits, Elena Tornikidou, Alena Chvaïbovitch, Marina Tkatchenko, Irina Minkh, Ielena Khoudachova, Irina Soumnikova, Elen Bounatiants, Natalia Zassoulskaia, Svetlana Zaboloueva | Tournoi (F)   | 1992     |

### Canoë-Kayak
| Nom                                       | Discipline(s) | Année(s) |
| Dmitri Dovgalyonok et Alexandre Masseikov | C-2 500 m (H) | 1992     |

### Escrime
| Nom                                                                                    | Discipline(s)        | Année(s) |
| Grigori Kirienko Aleksandr Chirchov Giorgi Pogossov Vadym Gutzeit Stanislav Pozdniakov | Sabre par équipe (H) | 1992     |

### Gymnastique

#### Gymnastique artistique
| Nom                                                                                                   | Discipline(s)                   | Année(s) |
| Vitaly Scherbo Grigori Misutin Rustam Sharipov Valery Belenky Igor Korobchinsky Alexei Voropaev       | Concours général par équipe (H) | 1992     |
| Vitaly Scherbo                                                                                        | Concours général individuel (H) | 1992     |
| Vitaly Scherbo                                                                                        | Cheval d'arçons (H)             | 1992     |
| Vitaly Scherbo                                                                                        | Barres parallèles (H)           | 1992     |
| Vitaly Scherbo                                                                                        | Anneaux (H)                     | 1992     |
| Vitaly Scherbo                                                                                        | Saut de cheval (H)              | 1992     |
| Svetlana Boginskaya Tatiana Gutsu Oksana Chusovitina Tatiana Lyssenko Elena Grudneva Rozalia Galiyeva | Concours général par équipe (F) | 1992     |
| Tatiana Gutsu                                                                                         | Concours général individuel (F) | 1992     |
| Tatiana Lyssenko                                                                                      | Poutre (F)                      | 1992     |

#### Gymnastique rythmique et sportive
| Nom                  | Discipline(s)  | Année(s) |
| Alexandra Timochenko | Individuel (F) | 1992     |

### Haltérophilie
| Nom                  | Discipline(s)      | Année(s) |
| Israel Militosian    | 60-67,5 kg (H)     | 1992     |
| Fedor Kassapu        | 67,5–75 kg (H)     | 1992     |
| Kakhi Kakhiashvili   | 82,5–90 kg (H)     | 1992     |
| Victor Tregoubov     | 90–100 kg (H)      | 1992     |
| Alexander Kurlovitch | Plus de 110 kg (H) | 1992     |

### Handball
| Nom | Discipline(s) | Année(s) |
| Andreï Lavrov, Igor Vassiliev, Iouri Gavrilov, Andreï Barbachinski, Sergueï Bebechko, Valeri Gopine, Vassili Koudinov, Talant Dujshebaev, Mikhaïl Iakimovitch, Oleg Grebnev, Oleg Kisselev, Igor Tchoumak | Tournoi (H)   | 1992     |

### Judo
| Nom                   | Discipline(s)      | Année(s) |
| Nazim Guseynov        | Moins de 60 kg (H) | 1992     |
| David Khakhaleichvili | Plus de 95 kg (H)  | 1992     |

### Lutte
| Nom                   | Discipline(s)                                     | Année(s) |
| Arsen Fadzaev         | Lutte libre Poids légers 62–68 kg                 | 1992     |
| Makharbek Khadartsev  | Lutte libre Poids mi-lourds 82–90 kg              | 1992     |
| Leri Khabelov         | Lutte libre Poids lourds 90–100 kg                | 1992     |
| Oleg Koutcherenko     | Lutte gréco-romaine Poids super-mouche -48 kg     | 1992     |
| Mnatsakan Iskandarian | Lutte gréco-romaine Poids mi-moyens 68–74 kg      | 1992     |
| Alexander Karelin     | Lutte gréco-romaine Poids super-lourds 100–130 kg | 1992     |

### Natation
| Nom | Discipline(s)            | Année(s) |
| Alexander Popov                                                                                          | 50 m nage libre (H)      | 1992     |
| Alexander Popov                                                                                          | 100 m nage libre (H)     | 1992     |
| Yevgeny Sadovyi                                                                                          | 200 m nage libre (H)     | 1992     |
| Yevgeny Sadovyi                                                                                          | 400 m nage libre (H)     | 1992     |
| Dmitri Lepikov Vladimir Pyshnenko Veniamin Taianovich Yevgeny Sadovyi Alexei Koudriavtsev Jouri Moukhine | 4 × 200 m nage libre (H) | 1992     |
| Yelena Rudkovskaya                                                                                       | 100 m brasse (F)         | 1992     |

### Tir
| Nom                 | Discipline(s)                    | Année(s) |
| Konstantin Lukashik | Pistolet à air comprimé 10 m (H) | 1992     |
| Yuri Fedkin         | Carabine à air comprimé 10 m (H) | 1992     |
| Grachia Petikian    | Carabine 3 positions 50 m (H)    | 1992     |
| Marina Logvinenko   | Pistolet à air comprimé 10 m (F) | 1992     |
| Marina Logvinenko   | Pistolet sportif 25 m (F)        | 1992     |

## Jeux olympiques d'hiver

### Biathlon
| Nom             | Discipline(s)        | Année(s) |
| Jevgenij Redkin | 20 km individuel (H) | 1992     |
| Anfisa Reztsova | 7,5 km sprint (F)    | 1992     |

### Hockey sur glace
| Nom | Discipline(s) | Année(s) |
| Sergueï Baoutine, Igor Boldine, Nikolaï Borchtchevski, Viatcheslav Boutsaïev, Viatcheslav Bykov, Ievgueni Davydov, Alekseï Jamnov, Alekseï Jitnik, Darius Kasparaitis, Nikolaï Khabibouline, Iouri Khmylev, Andreï Khomoutov, Andreï Kovalenko, Alekseï Kovaliov, Igor Kravtchouk, Vladimir Malakhov, Dmitri Mironov, Sergueï Petrenko, Vitali Prokhorov, Mikhaïl Chtalenkov, Andreï Trefilov, Dmitri Iouchkevitch, Sergueï Zoubov | Tournoi (H)   | 1992     |

### Patinage artistique
| Nom                                | Discipline(s)   | Année(s) |
| Viktor Petrenko                    | Hommes          | 1992     |
| Natalia Mishkutenok Artur Dmitriev | Couples         | 1992     |
| Marina Klimova Sergueï Ponomarenko | Danse sur glace | 1992     |

### Ski de fond
| Nom                                                          | Discipline(s)       | Année(s) |
| Lioubov Iegorova                                             | 10 km poursuite (F) | 1992     |
| Lioubov Iegorova                                             | 15 km classique (F) | 1992     |
| Elena Välbe Raisa Smetanina Larisa Lazutina Lioubov Iegorova | Relais 4 × 5 km (F) | 1992     |